# Nicholas Stern
Nicholas Stern (22 de abril de 1946) es un economista y académico británico. Fue Vicepresidente Sénior para el desarrollo económico y economista en jefe del Banco Mundial de 2000 a 2003, y  asesor económico del gobierno laborista de Gordon Brown en el Reino Unido.

## Biografía
Después de asistir a la Escuela Superior Latymer (Latymer Upper School) en Hammersmith, al oeste de Londres, obtuvo su grado de bachillerato en humanidades con especialidad en matemáticas en el Colegio Peterhouse, de la Universidad de Cambridge, y su doctorado en filosofía con especialidad en economía en el Colegio Nuffield de la Universidad de Oxford. Fue conferencista en la Universidad de Cambridge de 1970 a 1977, y sirvió como profesor de Economía en la universidad de Warwick de 1978 a 1987. Enseñó de 1986 a 1993 en la London School of Economics (LSE), llegando a ser el profesor "Sir John Hicks" de Economía. De 1994 hasta 1999 fue el economista jefe y consejero especial del presidente del Banco Europeo para Reconstrucción y Desarrollo. Su investigación está enfocada en el desarrollo económico y crecimiento; también ha escrito libros sobre Kenia y la Revolución Verde en India.
Después de trabajar para el Banco Mundial, Stern fue reclutado por el canciller del Ministerio de Hacienda, Gordon Brown, para trabajar con el Gobierno Británico donde, en 2003, llegó a ser el Segundo Secretario Permanente en la Tesorería de su Majestad, inicialmente con la responsabilidad de las finanzas públicas, y como cabeza del Servicio Económico del Gobierno. Siendo también el director de Política e Investigación para la Comisión de África, fue en julio de 2005, designado para conducir una revisión de la economía del cambio climático y también del Desarrollo, el cual condujo a la publicación del Informe Stern. Dejó de ser el Segundo Secretario Permanente en la Tesorería aunque conserva el rango; el equipo que elaboró el informe está ubicado en la Oficina del Gabinete británica. En diciembre de 2006 fue anunciado que Stern regresará a la Escuela Londinense de Economía en junio de 2007 como profesor, y encabezará el Centro de Investigación Observatorio de Indias y Asia de dicha escuela.
El Informe Stern fue publicado el 30 de octubre de 2006, y ganó la atención global de los medios por sus conclusiones. Stern describe el cambio climático como una externalidad económica y el tratamiento de dicha externalidad debe permitir a las fuerzas del mercado desarrollar tecnologías de bajas emisiones de carbono. El informe concluye que mitigar, es decir tratar el problema ahora, es la mejor opción económica. También afirma que no puede hacerse caso omiso de la ética de la cuestión, ni siquiera separarse. 
"

## Premios y reconocimientos
Stern fue nombrado miembro de la Academia británica en 1993; es también un compañero honorario (Honorary Fellow) de la Academia Americana de Artes y Ciencias. En el año 2004 fue hecho caballero (Knight Bachelor).
A Stern le fue concedido el Doctorado Honorífico en Ciencias por la Universidad de Warwick en 2006.
350
En 2010, fue galardonado con el Premio Fundación BBVA Fronteras del Conocimiento en la categoría de Cambio Climático.

### En inglés
- Lord Stern of Brentford Kt, FBA at CSA Celebrity Speakers
- Stern at Oxford Uni
- World Bank biography
- The man behind the British Treasury’s mammoth climate change report
- The UK Government's Treasury web pages about the Stern review
- Article about the Stern review's conclusions on China's development
- Nicholas Stern interview at The Beaver, 13 February 2007

| Predecesor: Joseph Stiglitz | Economista en Jefe del Banco Mundial 2000 - 2003 | Sucesor: François Bourguignon |

- Datos: Q335441
- Multimedia: Nicholas Stern, Baron Stern of Brentford / Q335441